# Institut du monde arabe
Das Institut du monde arabe (IMA) (deutsch: „Institut der arabischen Welt“) befindet sich im 5. Arrondissement von Paris. Es wurde 1980 gegründet, um das Verständnis zwischen Frankreich und der arabischen Welt zu fördern.

Auf der Nordseite spiegelt sich die Seine in der Glasfassade

## Ziele
Das IMA verfolgt drei erklärte Ziele:
- Entwicklung und Vertiefung des Studiums, der Kenntnis und des Verständnisses der arabischen Welt, ihrer Sprache, ihrer Zivilisation und ihrer Entwicklungsbemühungen
- kultureller Austausch, Kommunikation und Kooperation zwischen Frankreich und der arabischen Welt, besonders auf den Gebieten Wissenschaft und Technik
- Förderung der Beziehungen zwischen der arabischen Welt und Frankreich sowie Europa

## Geschichte

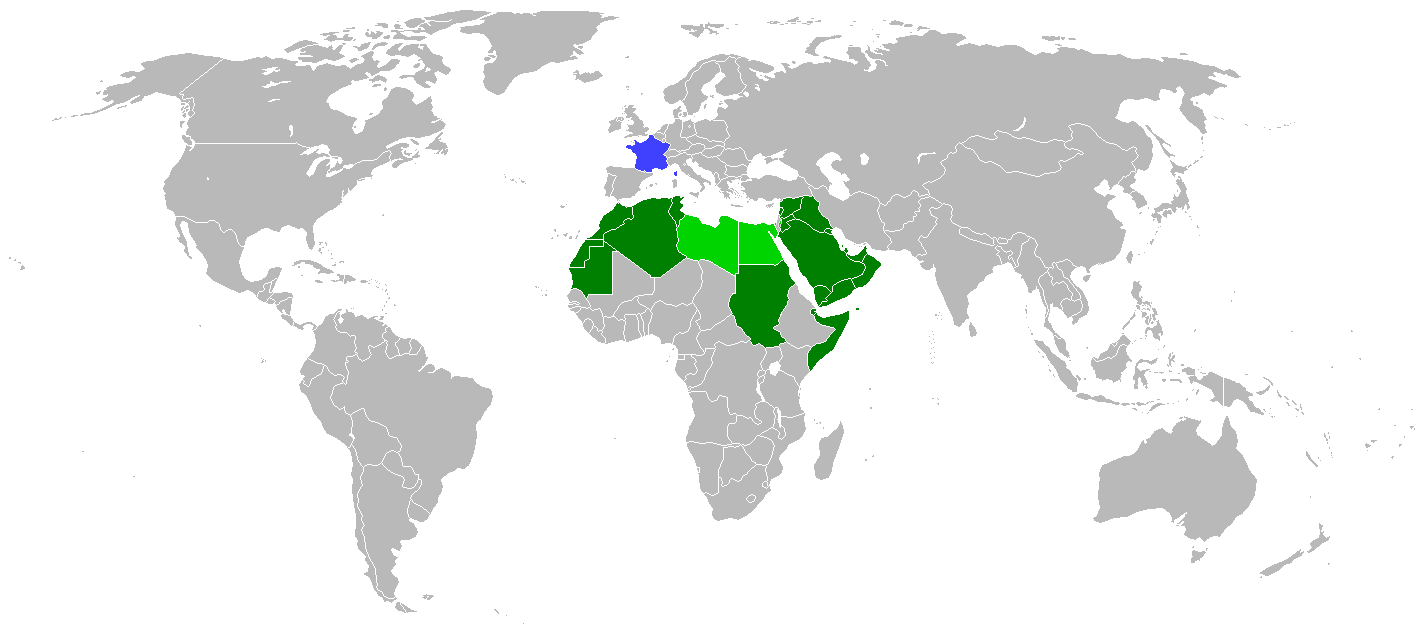
Gründungsmitglieder des IMA

Es wurde 1980 auf Veranlassung des damaligen Staatspräsidenten Valéry Giscard d’Estaing nach französischem Recht in Paris gegründet und 1987 während der Präsidentschaft François Mitterrands im Studentenviertel Quartier Latin im 5. Arrondissement erbaut; ursprünglich war das 15. Arrondissement als Standort vorgesehen. Verwirklicht wurde das Projekt von der französischen Architektengruppe Jean Nouvel, Pierre Soria und Architecture Studio. Es ist seit Dezember 1987 der Öffentlichkeit zugänglich. In seiner Eröffnungsrede vom 30. November 1987 stellte Mitterrand den kulturellen Aspekt in den Vordergrund, ein Schwerpunkt, der weiterhin durch zahlreiche Ausstellungen und eine umfangreiche Bibliothek unterstützt wird.

## Architektur

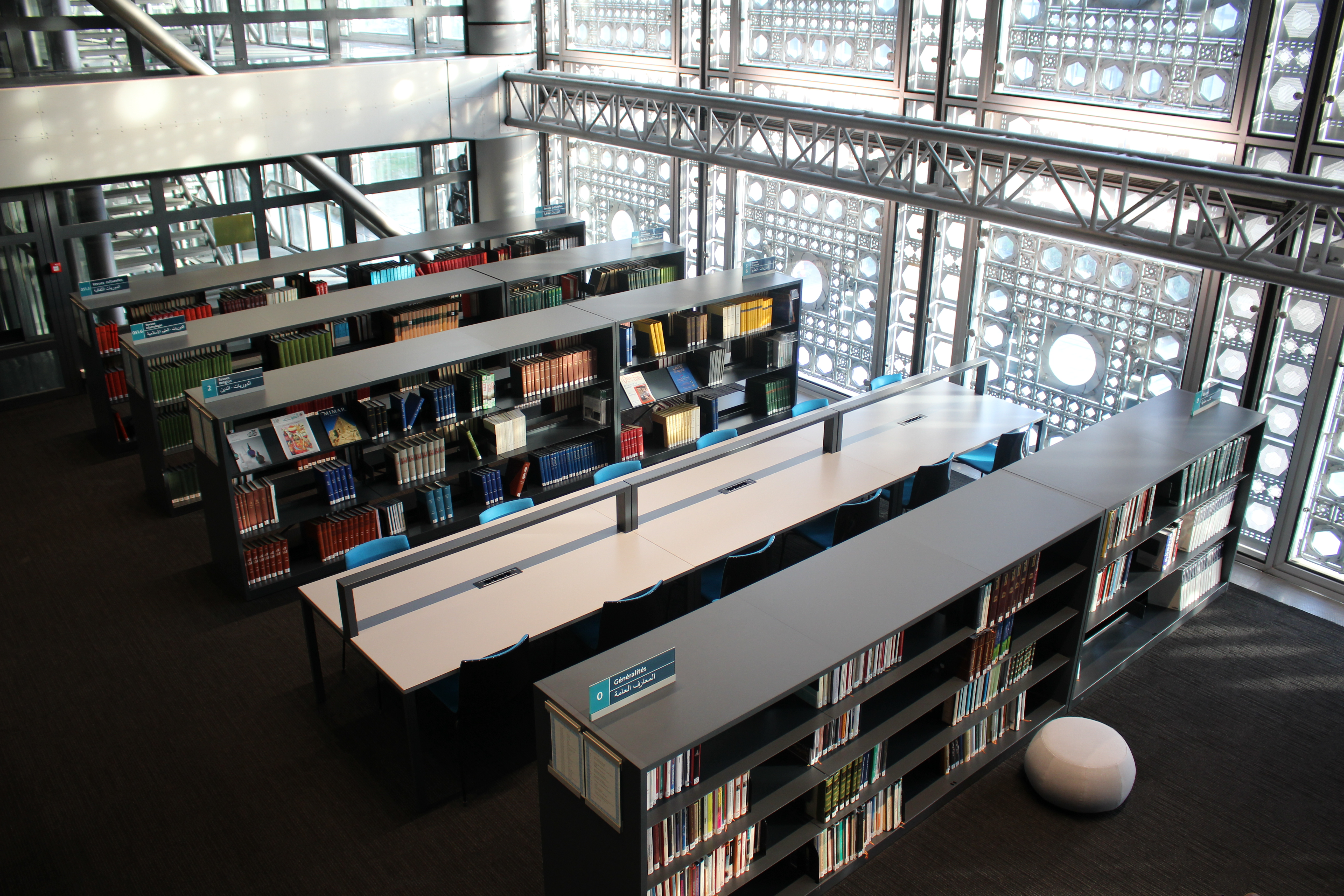
Die Bibliothek des Instituts

Das interkulturelle Institut machte Jean Nouvel international bekannt. Nouvel wurde 1989 für die Gestaltung des Instituts mit dem angesehenen Aga Khan Award for Architecture ausgezeichnet.
An der südlichen Fassade wird der Einfall des Sonnenlichts durch tausende Irisblenden hinter der Glasfassade reguliert, die  sich computergesteuert stufenlos öffnen und schließen. In diesen kunstvoll strukturierten und in gleichmäßiger Reihung angeordneten Blenden griff Nouvel auf das Motiv der Maschrabiyya aus der arabischen Architektur zurück und erreichte damit eine Synthese aus traditioneller Ornamentik und High-Tech-Architektur. 
Folgende Räumlichkeiten sind im Gebäude untergebracht: Sprachlabor, Bibliothek, Kino, Kunstladen, Restaurant mit Blick auf Paris und ein Rauchsalon.

## Struktur und Mitglieder
Präsident des IMA ist Jack Lang, Generaldirektorin Mona Khazindar.
Zu den Mitgliedern gehören neben Frankreich auch Ägypten, Algerien, Bahrain, Dschibuti, Irak, Jemen, Jordanien, Katar, Komoren, Kuwait, Libanon, Libyen, Marokko, Mauretanien, Oman, Palästinensische Autonomiegebiete, Saudi-Arabien, Somalia, Sudan, Syrien, Tunesien, Vereinigte Arabische Emirate und die Arabische Liga.

## Ausstellungen
- 2013: Mille et une nuits[2]
- 2016: Jardins d’Orient – De l’Alhambra au Taj Mahal[3]
- 2021: Divas – D’Oum Kalthoum à Dalida[4]

## Zeitschrift
- Das IMA gibt seit 1991 die Zeitschrift Qantara heraus.